# Hipólito Ruiz López
Hipólito Ruiz López, född den 8 augusti 1754 i Belorado, Burgos, död 4 maj 1816 i Madrid, var en spansk botaniker. 
Ruiz López var biträdande föreståndare för botaniska trädgården i Madrid. Han reste i Sydamerika 1779–88 tillsammans med José Antonio Pavón y Jiménez och är mest berömd för ett par stora verk över Perus och Chiles flora (tillsammans med Pavón), Floræ peruvianæ et chilensis prodromus (1794, ny upplaga 1797) och Flora peruviana et chilensis (fyra band, folio, 425 tavlor, 1798–1802).
Auktorsnamnet Ruiz kan användas för Hipólito Ruiz López i samband med ett vetenskapligt namn inom botaniken; se Wikipediaartiklar som länkar till auktorsnamnet.